# Phalangogonia punctata
Phalangogonia punctata är en skalbaggsart som beskrevs av Franz 1955. Phalangogonia punctata ingår i släktet Phalangogonia och familjen Rutelidae. Inga underarter finns listade i Catalogue of Life.